# Ørsted (Assens Kommune)
 Denne artikel omhandler byen Ørsted (Assens Kommune). Der er også andre byer med dette navn, se Ørsted.
Ørsted er en landsby på Fyn med 246 indbyggere  (2024). Ørsted er beliggende seks kilometer syd for Aarup og 27 kilometer sydvest for Odense. Landsbyen tilhører Assens Kommune og er beliggende i Region Syddanmark.
Den hører til Ørsted Sogn, og Ørsted Kirke ligger i landsbyen.

## Erhverv i Ørsted
I Ørsted, findes en købmand, en bilmekaniker og en kloakmester. I udkanten af byen findes en Danish Agro og Ørsted Lastvognscenter.

## Forsamlingshus
Ørsted har et forsamlingshus der ligger i udkanten af byen.

## Lukning af børnehave
I 2021 blev byens børnehave, Æblet, lukket p.g.a. økonomiske vanskeligheder. Et forsøg på at genåbne den under en anden form fejlede samme år.

## Årets landsby
I 2011 blev Ørsted udkåret til årets landsby i Assens kommune.